# Maayan
Maayan (vandkilde» eller fontæne; hebraisk: מעין) er et israelsk tidsskrift om poesi litteratur, kunst og idéer. Det blev første gang udgivet foråret 2004.
Mayaans redaktører er Roy Arad og Joshua Simon. 
Tidsskriftet udkommer i et oplag på 4 000 eksemplarer.